# Gladys Mackenzie
Pour les articles homonymes, voir Mackenzie.
Gladys Isabel Harper (née Mackenzie ; 2 mai 1903 - 22 février 1989) est une physicienne écossaise. Elle mène des recherches en physique des rayons X, en se concentrant sur des sujets tels que les particules alpha, la monochromatisation des rayons X et la spectroscopie.     

## Jeunesse
Gladys Mackenzie naît le 2 mai 1903 à Édimbourg de Helen Macgregor Martin, enseignante, et de Lachlan Paterson Mackenzie, fondeur de fer. Sa famille est membre de l'église d'Écosse. Enfant, Mackenzie fréquente l'école Craigmount à Édimbourg de 1913 à 1919 et montre une aptitude précoce aux mathématiques.  
Mackenzie commence ses études supérieures à l'Université d'Édimbourg en 1919. Elle y étudie les mathématiques, la chimie, la physique, la philosophie naturelle et la philosophie. Elle est diplômée le 17 juillet 1924 d'un Master of Science et d'un BSc en mathématiques et philosophie naturelle avec mention très bien.        

## Carrière
Mackenzie devient assistante au département de philosophie naturelle de l'Université. Elle travaille avec Charles Glover Barkla et co-publie dans le Philosophical Magazine deux articles avec lui : Notes on the superposition of x-rays and on scattering: the J phenomenon (Part III) (February 1926) et Notes on scattered x-rays: the J phenomenon (Part V) (November 1926).  
Elle est membre de la Société mathématique d'Edimbourg du 6 mars 1925 et jusqu'en 1930.   
En 1926, elle est nommée maître de conférences de physique au Newnham College, Cambridge. 
Dès 1929, Mackenzie travaille à l'Université de Bristol comme professeur et chercheur. Elle devient maître de conférence de 1939 à sa démission en 1947. Elle se concentre sur les méthodes de mesure des gammes de particules alpha. Elle découvre une relation entre la plage des particules alpha et sa vitesse initiale et démontre que la théorie de Gaunt sur le pouvoir d'arrêt des atomes d'hydrogène est également applicable à l'hydrogène moléculaire. Elle publie, entre autres, On Crystal and Slit Systems for X-Ray Monochromatization and Spectroscopy, Proc. Roy. Soc. A151 (872) (1935), 118-141 et, avec E Salaman, Measurements on the Ranges of Alpha-Particles, Proc. Roy. Soc. A127 (1930), 175-185.
Elle travaille également sur l'utilisation des systèmes à cristal et à fente à des fins de monochromatisation et de spectroscopie aux rayons X. Ses recherches développent une théorie générale quantitative pour l'utilisation de systèmes à cristaux et à fentes pour la production de faisceaux monochromatiques et pour l'analyse du rayonnement composite. Elle étudie l'effet de la largeur et de la hauteur de la fente et du sertissage des cristaux et détermine que la conception idéale des systèmes de fentes est différente de la conception la plus couramment utilisée.  

## Vie privée
Mackenzie épouse le physicien Wallace Russell Harper le 14 mars 1929. Ils ont un fils ensemble.  
Elle travaille comme enseignante à temps partiel à la Channing School de Highgate, Londres de 1952 à 1958. Elle quitte ce poste quand on lui offre un cours à temps partiel en physique au Queen Elizabeth College de Londres. Elle prend sa retraite en 1970 après la mort de son mari et décède en 1989.  